# Google Gulp
Google Gulp é uma bebida fictícia, anunciada pela Google no dia 1 de abril de 2005. Segundo a empresa, esta bebida otimizaria o uso do mecanismo de busca da Google aumentando a inteligência do consumidor.
A empresa tecnológica americana Google tem vindo a adicionar ovos de Páscoa a muitos dos seus produtos e serviços desde a década de 2000, como a Pesquisa Google, o YouTube e o Android. A Google evita adicionar ovos da Páscoa a páginas de pesquisa populares porque não quer ter um impacto negativo na usabilidade.

## Girador de surpresas de aniversário do Google
Procurar por "google birthday surprise spinner" fará girar a roda, que passará para um de um conjunto de Google Doodles jogáveis. Qualquer seleção aleatória pode ser aberta, ou a roda pode ser girada novamente. Foi adicionado em honra do 19º aniversário da Google.

## Calculadora
No final de 2011, a Google adicionou uma calculadora gráfica aos seus resultados de pesquisa, utilizando o processamento de linguagem natural para determinar que os resultados de pesquisa podem ser de natureza matemática. Nesta função, há vários resultados, não propriamente académicos, que podem ser considerados ovos de Páscoa.

## Cromado
Se alguém tentar navegar offline, aparecerá uma mensagem a informar que não está ligado à Internet. Em cima está uma ilustração do dinossauro "Tiranossauro Solitário" que pisca de vez em quando, desenhada por Sébastien Gabriel. É uma referência à pré-história, milhões de anos antes do boom tecnológico. E o estilo pixelizado do jogo é uma referência às ilustrações de erros do navegador da Google. A partir de setembro de 2014, tocar num dinossauro (no Android ou iOS) ou tocar em ou (no ambiente de trabalho) lança um jogo de browser conhecido como Dinosaur Game , em que o jogador controla um dinossauro em fuga tocando no ecrã (no Android ou iOS) ou tocando em , ou (no ambiente de trabalho) para evitar obstáculos, incluindo cactos e, a partir de junho de 2015, pterodáctilos. Em 2016, foi acrescentada outra funcionalidade ao jogo. Quando um jogador atinge 700 pontos, o jogo começa a alternar entre o dia (fundo branco, linhas e formas pretas) e a noite (fundo preto, linhas e formas brancas). Em setembro de 2018, em honra do 10.º aniversário do Google Chrome, foi adicionado um bolo de aniversário, fazendo com que o dinossauro usasse um chapéu de aniversário quando foi recolhido.